# Compay Segundo
Compay Segundo, vlastním jménem Máximo Francisco Repilado Múñoz, (18. listopadu 1907, Siboney, Kuba – 14. července 2003, Havana, Kuba), byl kubánský skladatel, kytarista a zpěvák.

## Život a kariéra
Compay Segundo se narodil ve městě Siboney na východě země, v devíti letech se pak přestěhoval do Santiaga de Cuba. Již od mladých let hrál na několik hudebních nástrojů – na kytaru, klarinet a na bicí nástroje bongo a conga. V roce 1934 již vystupoval v Havaně, kde ho přizval ke spolupráci Ñico Saquito. Byl autorem sedmistrunného hudebního nástroje kytarového typu zvaného armónico, na který od dvacátých let hrál.
Známým se Compay Segundo stal svým účinkováním ve skupině Los Compadres, kde zpíval druhý hlas (odtud umělecké jméno ) a hrál na tres. Skupina, kterou založil v roce 1948 spolu s Lorenzem Hierrezuelem byla ve své době jednou z nejúspěšnějších kubánských hudebních formací. Pro vzájemné neshody se v roce 1955 Compay Segundo s Hierrezuelem rozešel a na dlouhou dobu se odmlčel. Pracoval v továrně na doutníky a k hudbě se vrátil až asi po dvaceti letech. Znovu pak na sebe upozornil v roce 1994, kdy přijel do Španělska, a zejména v roce 1997 v souvislosti se svou účastí na projektu Buena Vista Social Club Ry Coodera a účinkováním ve stejnojmenném filmu, který o projektu natočil režisér Wim Wenders. V následujících letech nahrál ještě několik alb. Ve svých devadesáti letech se Compay Segundo stal mezinárodní hvězdou.
Compay Segundo zemřel v Havaně ve věku 95 let. Jeho přání dožít se věku 106 let, ve kterém zemřela jeho babička, se mu nesplnilo.

## Diskografie

### Alba
(Neúplná diskografie)
- 1942–1955
  - Sentimiento guajiro
  - Cantando en el Llano
  - Compay Segundo y Compay Primo
  - Mi Son oriental
  - Los Reyes del Son
  - Los Compadres

- 1956–1996
  - Balcón de Santiago
  - Saludo, Compay
  - Cien Años de Son
  - Son del Monte

- Nejnovější doba
  - Buena Vista Social Club, 1996 (World Circuit)
  - Yo Vengo Aquí, 1996 (DRO East West / Warner Music)
  - Antología, 1997
  - Lo Mejor de la Vida, 1998
  - Calle salud, 1999
  - Yo Soy del Norte, 2000
  - Buena Vista Social Club presents... Omara Portuondo, 2000 (World Circuit)
  - Las Flores de la Vida, 2000
  - Antología, 2001
  - Duets, 2002

### Filmy
- Buena Vista Social Club (dokumentární film, též na DVD, režie Wim Wenders), 1999 (Road Movies Filmproduktion)